# Zio Paperone novello Ulisse
Zio Paperone novello Ulisse (Oddball Odyssey, lett. Stravagante Odissea) è una storia a fumetti di Carl Barks.

## Storia editoriale
Realizzata in diciannove tavole, venne pubblicata sul n. 40 del periodico Uncle Scrooge del 1963 e, in Italia, il 27 gennaio 1963 sul n. 374 di Topolino. Quest'opera si differenzia da molte altre per i vari effetti grafici scelti soprattutto nella prima versione dove le vignette non avevano cornici e i fumetti sono di forma rettangolare.

### Altre pubblicazioni italiane
Nota anche con il titolo Paperon de' Paperoni novello Ulisse la storia compare anche in:
- Paperino n. 49 (10/1983)
- Zio Paperone n. 19 (4/1991)
- Disney Time n. 28 (10/2001)
- Topolino Story n. 15 (11/7/2005)
- La grande dinastia dei paperi n. 26 (21/7/2008)
- Zio Paperone novello Ulisse (7/2010)

## Trama
Zio Paperone riceve una lettera che parla del tesoro di Ulisse firmata Miss La Circe, una donna che sembra essere la discendente della maga Circe colei che trasformò i compagni di Ulisse in animali. Si reca così con i suoi nipoti in Italia, nell'isola indicata dalla donna che in realtà era Amelia. Qui, Quo, Qua e Paperino verranno trasformati in animali dalla strega con la bacchetta di Circe, la quale chiede la numero uno per farli tornare com'erano. Alla fine avranno la meglio i paperopolesi.
In questa storia Amelia scopre la caverna di Circe. In due storie successive di Barks (Zio Paperone e l'inespugnabile deposito del 1963 e Amelia maga del cangiante del 1964) Amelia farà riferimento ad oggetti trovati in tale caverna.